# Калман Каня
Калман Каня (угор. Kálmán Kánya; нар. 7 листопада 1869, Шопрон, Угорське королівство, Австро-Угорщина— пом. 28 лютого 1945, Будапешт, Угорщина) — угорський політичний та державний діяч, дипломат. Міністр закордонних справ Угорщини (4 лютого 1933 — 28 листопада 1938).

## Життєпис

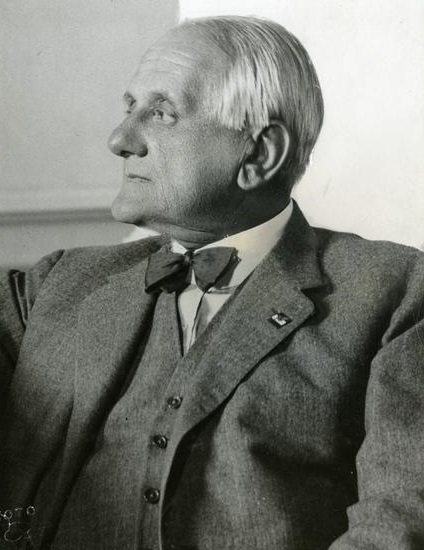
Калман Каня у 1930-ті роки

Калман Каня походив з угорської шляхти. Навчався у Відні. У 1896 році розпочав дипломатичну кар'єру на посаді помічника консула в Константинополі. У 1899 році був призначений тимчасовим консулом у Санкт-Петербурзі.
У 1904 році став консулом. З 1905 року працював у міністерстві закордонних справ Австро-Угорщини, у 1910 році начальник відділу преси міністерства закордонних справ. У 1913 році був послом Австро-Угорщини в Мексиці.
З 1920 по 1925 рік Калман Каня був заступником міністра закордонних справ Угорського королівства. З 1925 року Каня посол в Берліні.
У 1933 році Каня був призначений міністром закордонних справ Угорщини.
4 жовтня 1935 року Міклош Горті призначив Калмана Каню постійним членом верхньої палати парламенту Угорщини.
Каня разом з прем'єр-міністром Імреді їздив до Гітлера, щоб той підтримати територіальні претензії Угорщини до Чехословаччини.
У жовтні 1938 року Каня очолював угорську делегацію, яка брала участь в перемовинах з Чехословаччиною, в результаті якої місто Комаром, яке за Тріанонською угодою перейшло Чехословаччині, було повернуте Угорщини.
Очолював угорську делегацію під час Першого Віденського арбітражу, який відбувся 2 листопада 1938 року у Відні, в Бельведерському палаці.
21 листопада 1938 року Каня пішов у відставку, після провалу плану нападу на Карпатську Україну.

## Світлини

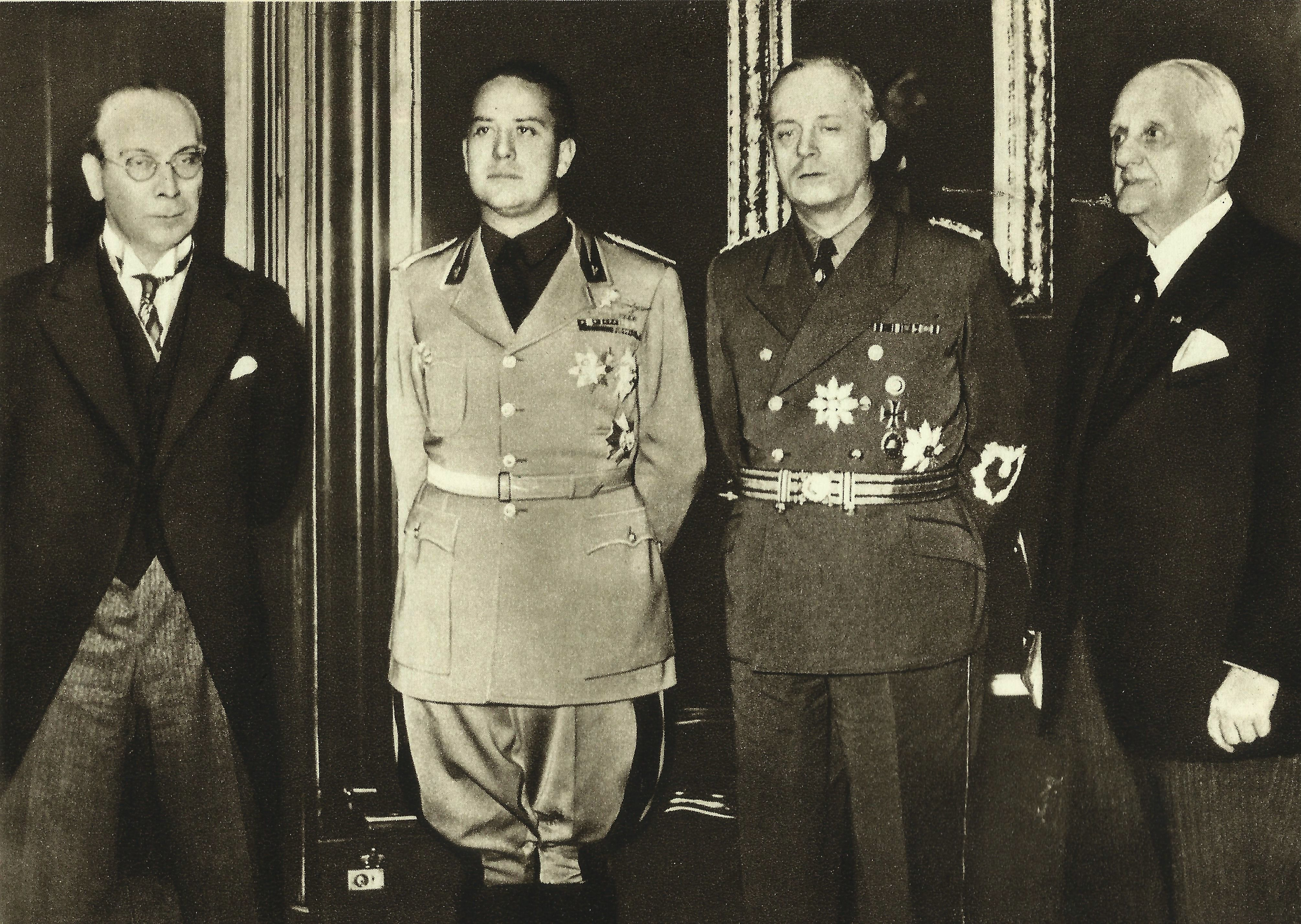
Перший Віденський арбітраж. Стоять (зліва на право): Франтішек Хвалковський, Галеаццо Чано, Йоахім фон Ріббентроп та Калман Каня.
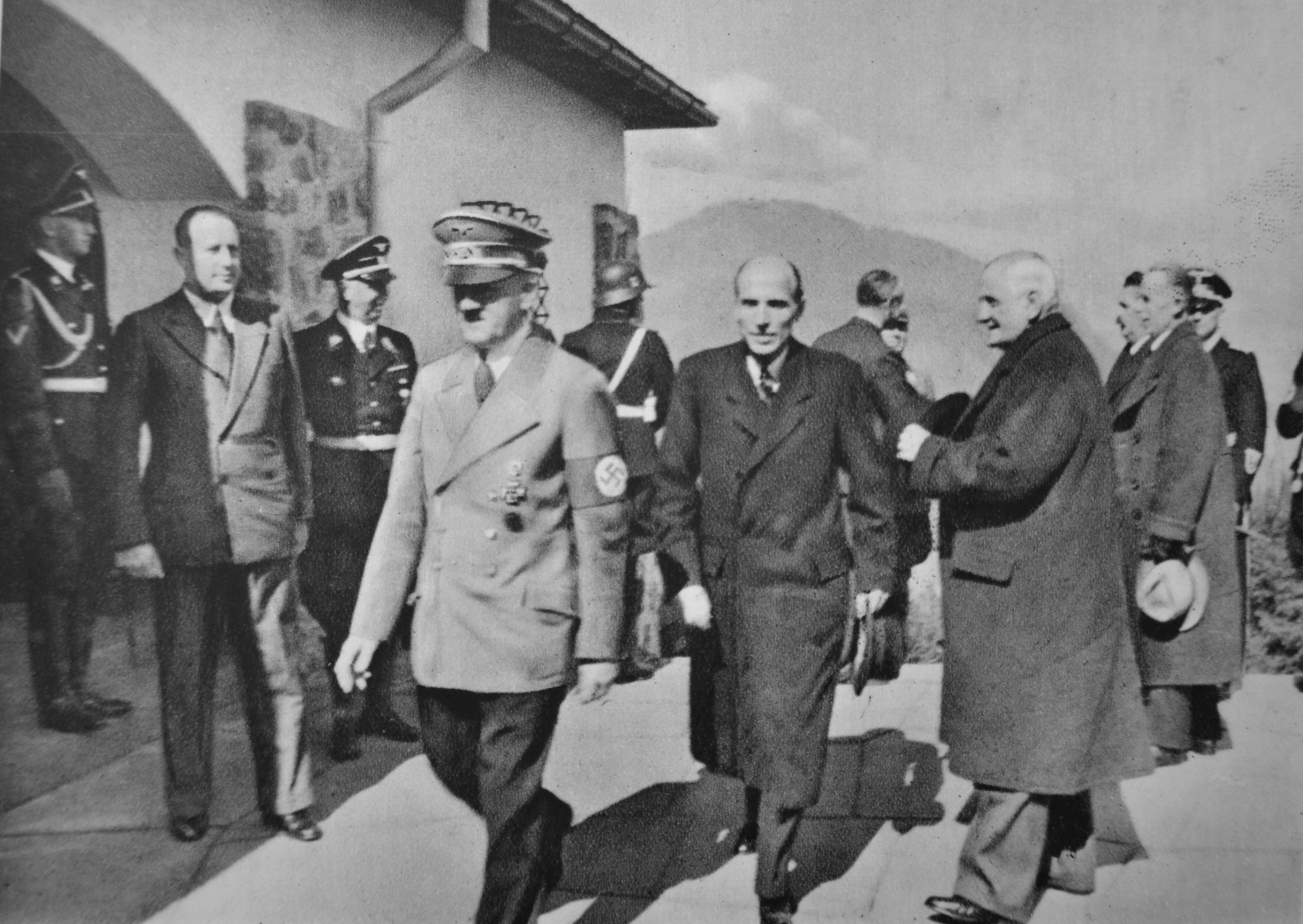
Міністр закордонних справ Угорщини Кальман Каня та прем'єр-міністр Угорщини Бела Імреді під час зустрічі з Гітлером у 1938 році